# شوكران أبقع
الشوكران الأبقع أو شوكران  أو بِسبِس بري أو شوكران أو طحماء أو الشوكران السام أو الشوكران البري (هاملوك) (الاسم العلمي: Conium maculatum) هو نبات عشبي شديد السمية ينمو كل سنتين في عائلة الجزر Apiaceae، موطنه أوروبا وشمال إفريقيا. يعتبر نبات الشوكران نباتًا قويًا قادرًا على العيش في مجموعة متنوعة من البيئات ، ويتم تجنيسه على نطاق واسع في مواقع خارج نطاقه الأصلي ، مثل أجزاء من أستراليا ، وغرب آسيا ، وأمريكا الشمالية والجنوبية ، التي تم إدخاله إليها. إنه قادر على الانتشار وبالتالي يصبح حشائشي غازي.
جميع أجزاء النبات سامة وخاصة البذور والجذور وخاصة عند تناولها. في ظل الظروف المناسبة، ينمو النبات بسرعة كبيرة خلال موسم النمو ويمكن أن يصل ارتفاعه إلى 2.4 متر (8 أقدام) ، مع جذر طويل نفاذ. للنبات رائحة مميزة عادة ما تعتبر كريهة تحمل مع الريح. عادة ما يتم رصد السيقان المجوفة بلون كستنائي غامق قبل أن يموت النبات ويصبح جافًا وبنيًا بعد إكمال دورة حياته كل سنتين. السيقان المجوفة لهذا النبات السام مميتة لمدة تصل إلى 3 سنوات بعد موت النبات.

## الوصف النباتي
النبات عشبي ثنائي الحول. يصل ارتفاع النبات إلى 1 ـ 2 م، وساقه جوفاء قائمة ومتفرعة، ملساء وعليها نقاط أرجوانية اللون. الأوراق كبيرة، طولها 10 ـ 40 سم، متناوبة ولها غمد في قاعدة المعلاق، مفصصة مضاعفة ومقسمة إلى أجزاء مستقلة وحوافها خشنة الأسنان، والأوراق السفلية ذات معلاق، والعلوية لاطئة. النورة خيمة يتراوح قطرها بين 3 و7 سم، والأزهار بيضاء صغيرة، لا يزيد قطرها عن 2 مم، والثمرة صغيرة وتحتوي على بذرتين بنيتي اللون، يزهر من نيسان وحتى حزيران. وينتشر بشكل واسع في المناطق الرطبة وعلى أطراف الحقول والطرقات وبجانب الأسوار في مناطق مختلفة من سورية وبلاد الشام وبخاصة في غوطة دمشق.

## الموئل والانتشار
ينتشر في بلاد الشام والمغرب العربي وتركيا والقوقاز وكل مناطق أوروبا من اليونان والبلقان إلى إسبانيا والبرتغال وشمالاً من إيرلندا وبريطانيا إلى فنلندا وروسيا.

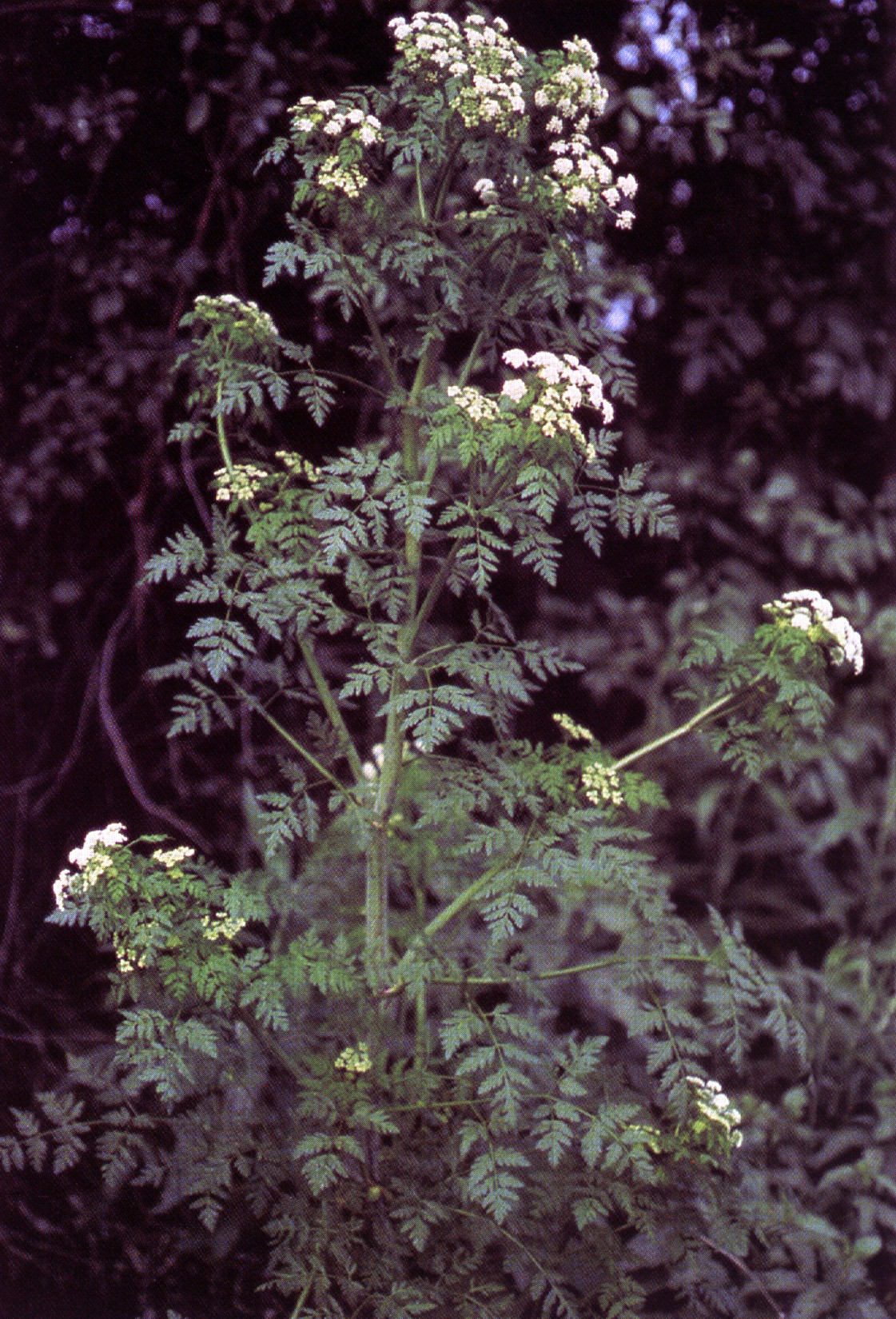
نبات الشوكران الأبقع

## التاريخ
استعمل الإغريق نبات الشوكران لإعدام المجرمين والسياسيين المعارضين، ويعتقد أن سقراط أعدم بإعطائه عصير الشوكران، ويعد الشوكران من النباتات شديدة الخطورة، ذلك أن أوراقه يمكن أن تختلط بأوراق البقدونس (للتشابه بينهما) كما تختلط ثماره بثمار اليانسون.
تُمتص المكونات السامة أساساً خلال الغشاء المخاطي للفم عند مضغ النبات وتظهر علامات التسمم بعد نحو ساعتين من التغذي بالشوكران، على شكل عٌصاب، يلي ذلك رجف الأطراف، والترنح في المشي، ثم هبوط عام، وبطء في عمل القلب والجهاز التنفسي، ثم الموت الناتج من شلل الجهاز التنفسي، والذي يحدث خلال 5 ـ 10 ساعات من بدء ظهور الأعراض، ويؤدي التسمم غير المميت إلى الإجهاض.
تشير الدراسات أن رائحة النبات، التي تنتج من الكونيئين، سامة عند تنفسها، كما يمكن أن تمتص المكونات السامة عبر الجلد عند فرك النبات.

## الكيمياء الحيوية
تحتوي أجزاء النبات على قلويدات الببريدين السامة أهمها: الكونيين ، والكونيسين، وميثيل كونيئين N- Metyl coniine، والكونهيدرين Conhydrine، والبسيدوكوندهيدرين Pseudoconhydrine. هذا وتعود رائحة النبات التي تذكر برائحة الفئران إلى الكونيئين.
يشكل الكونئين نحو 98% من القلويدات كافة إذا كان النبات رطباً، أما في النباتات الجافة فلا تزيد نسبته فيها عن 35%، وتصل نسبة الكونيسين إلى نحو 20%.
تشتق قلويات الببريدين الموجودة في نبات الشوكران من الاسيتات، حيث يتم حلقنة سلسة كربونية ثمانية الفحوم مشتقة من أربع جزيئات من الأسيتات، ويتم إدراج النتروجين في مراحل التصنيع الحيوي لتشكيل نواة الببريدين. حيث تحدث عملية نقل أمين من الحمض الاميني ألانين إلى الحلقة بتفاعل محفز بواسطة الانزيم ترانس أميناز للحصول على الأأوكتيلامين 5-oxo- octylamin ،ثم تتم عملية حلقنة لا أنزيمية للحصول على الغاما كوينين c-Conicein وهو طليعة جميع القلويدات الببريدينية.

## آلية السمية
تمتلك قلويات البيريدين بنية مشابهة لبنية النيكوتين لذا فهي تمتلك أثرا مباشراً على المستقبلات الكولينيرجية وتعد أعراض التسمم بالشوكران مشابهة لأعراض التسمم بالنيكوتين

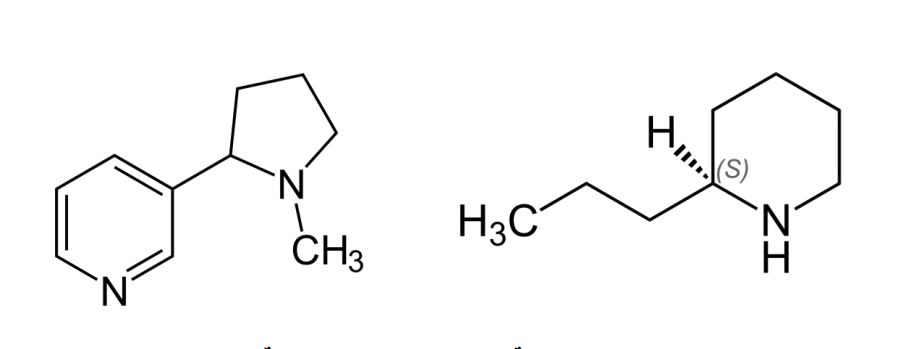
إلى اليمين صيغة الكوينون، إلى اليسار صيغة النيكوتين

## مرادفات للاسم العلمي
- (باللاتينية: Conium maculatum subsp. viride (DC.) Espeut)
- (باللاتينية: Conium maculatum var. viride DC.)
- (باللاتينية: Conium divaricatum Boiss. & Orph.)

## معرض الصور

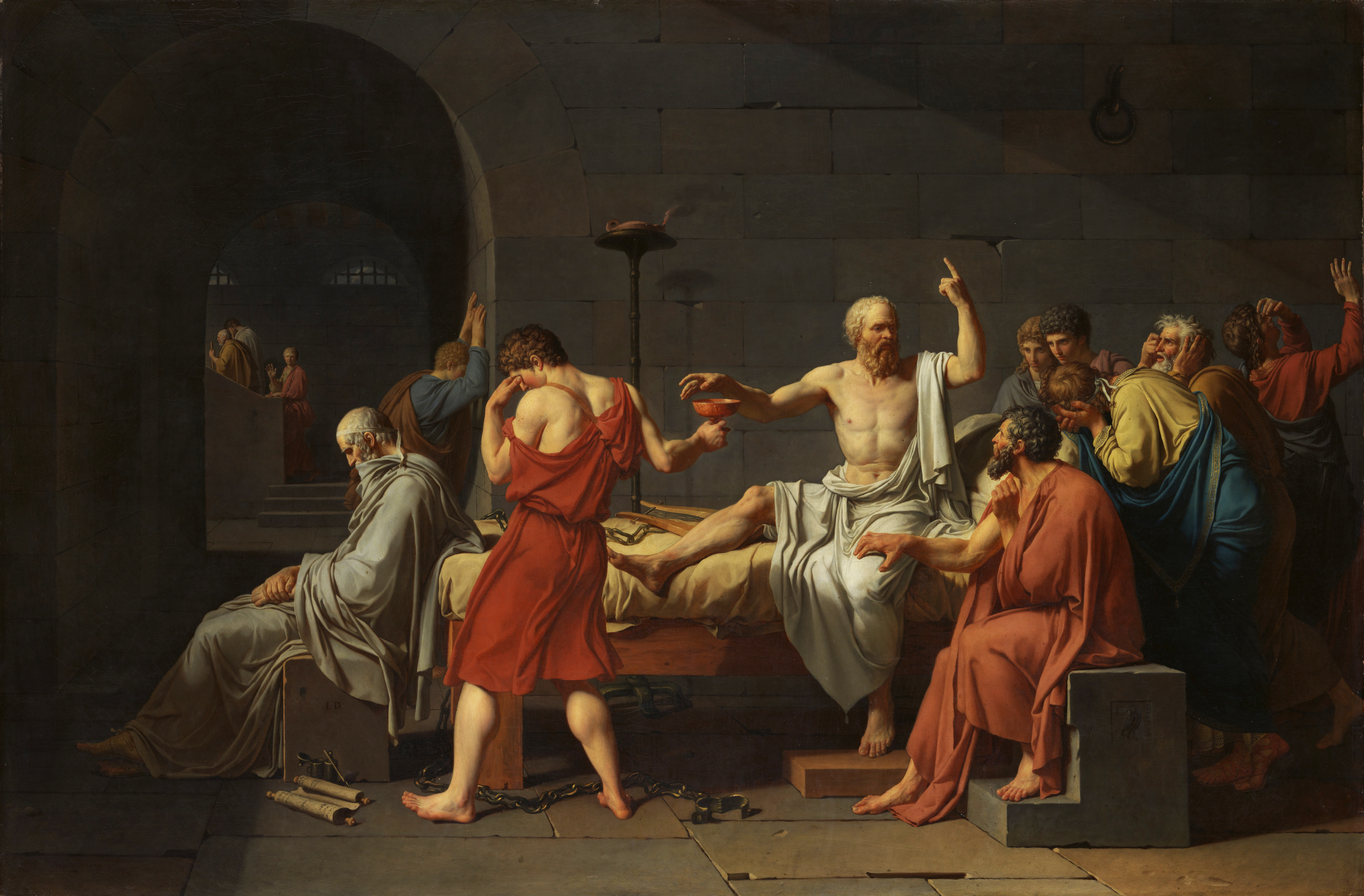
موتُ سُقراط
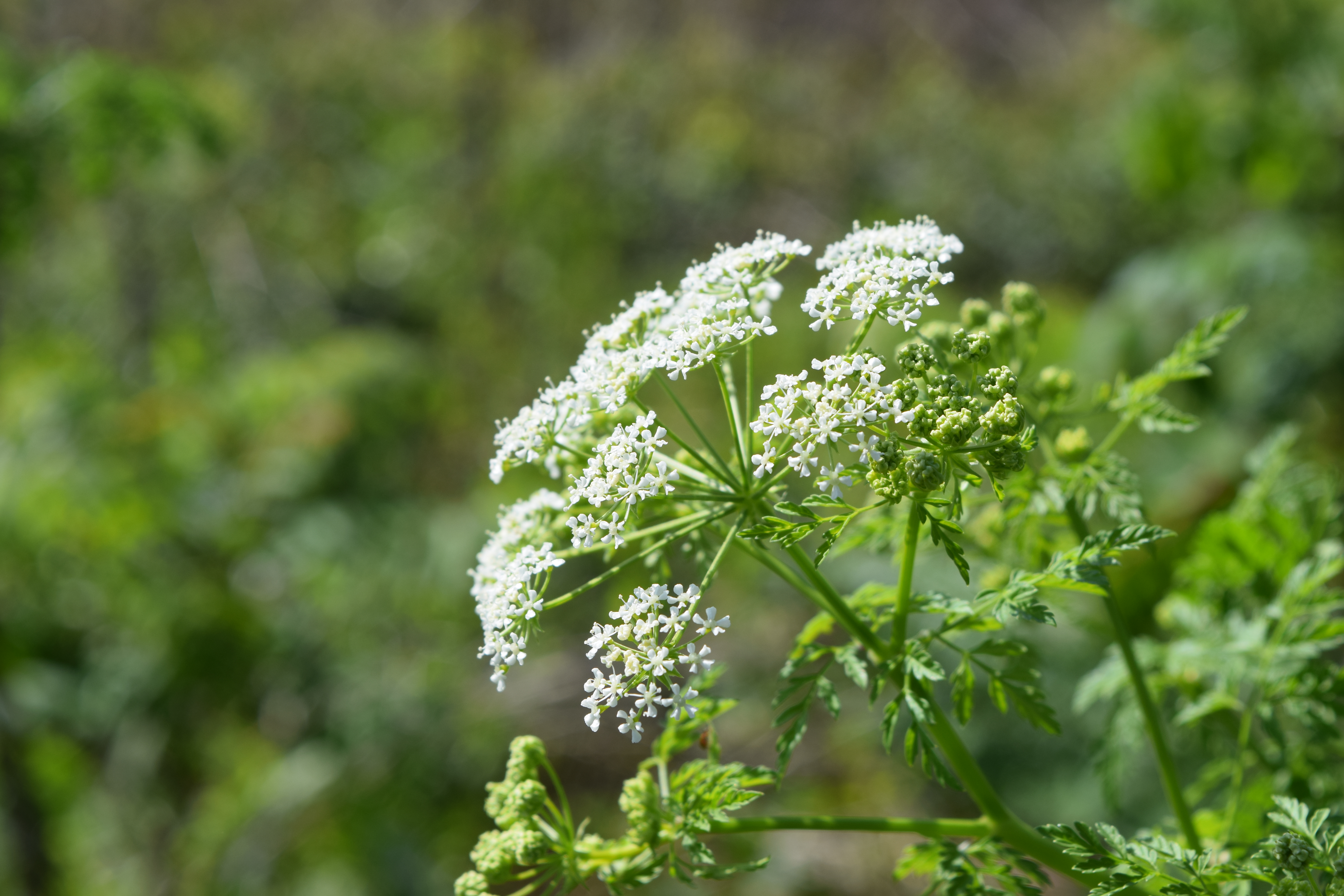
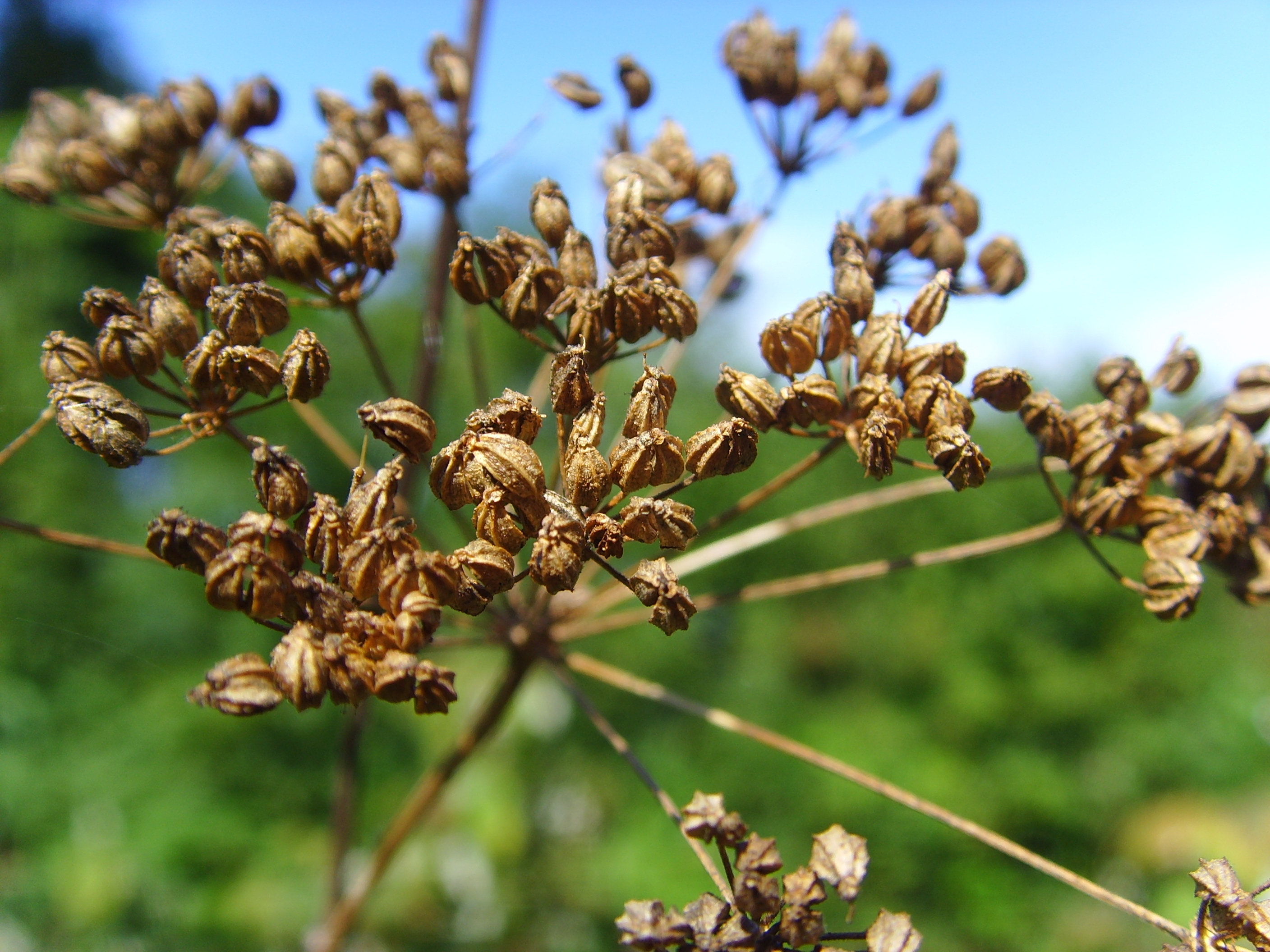
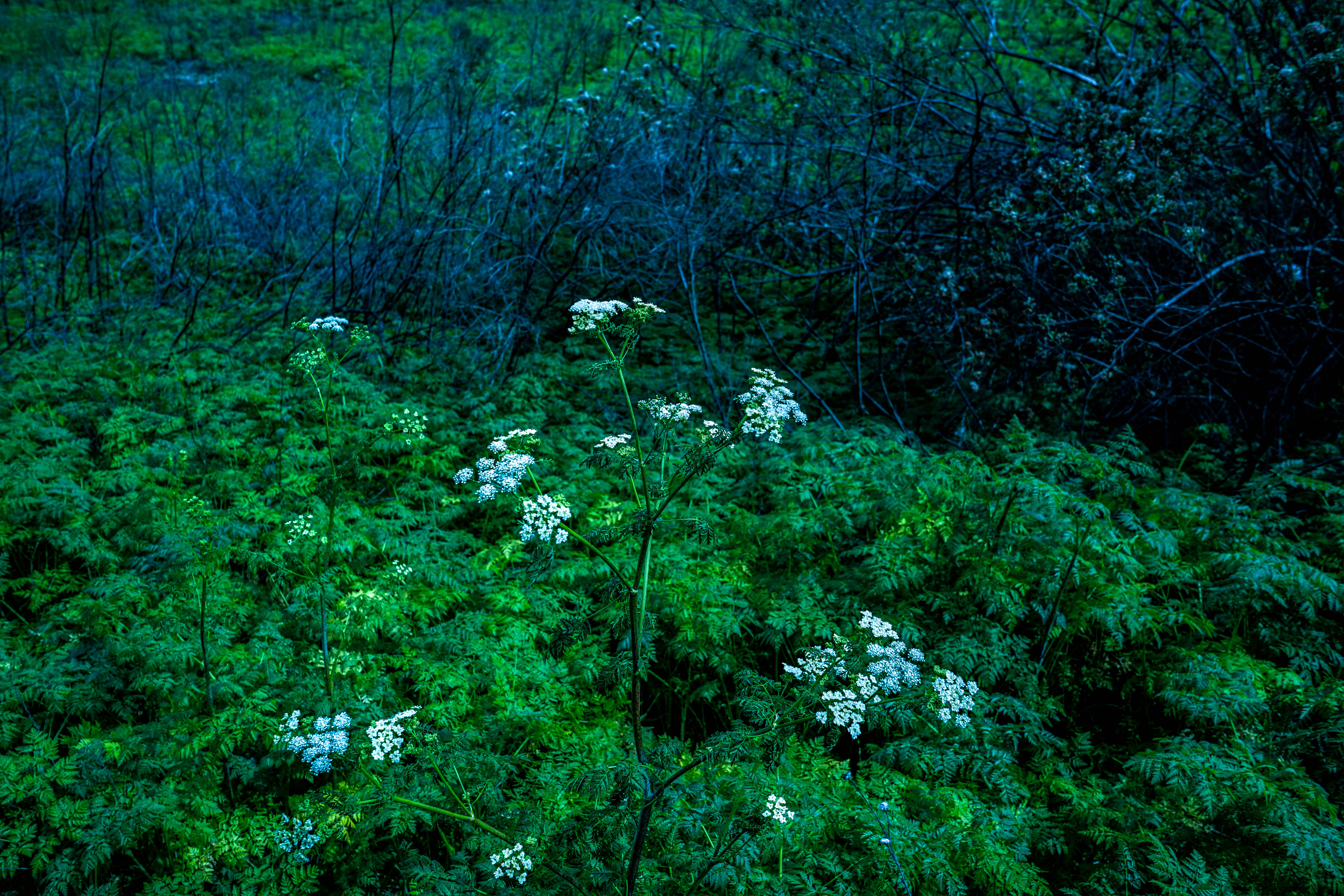
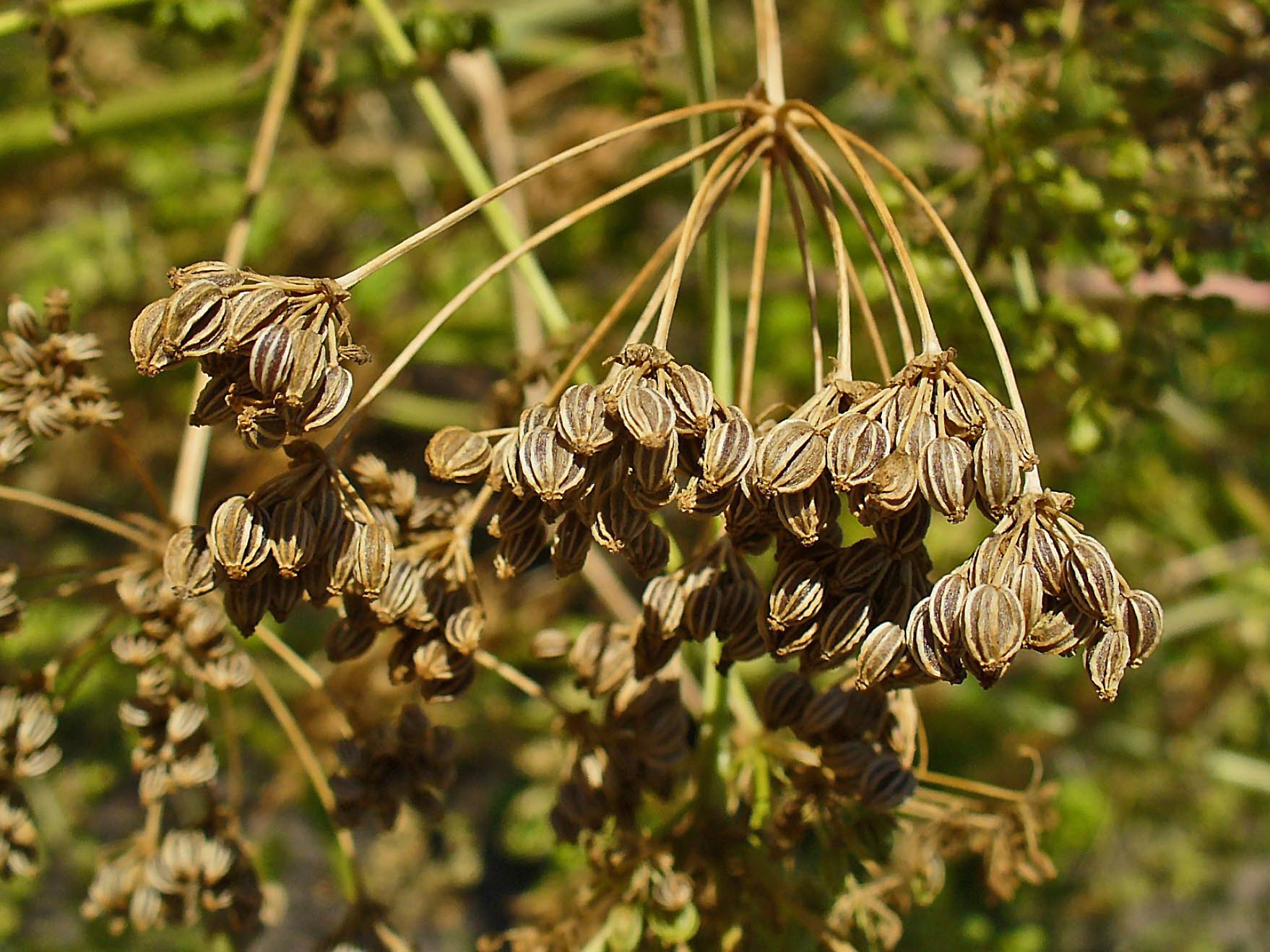
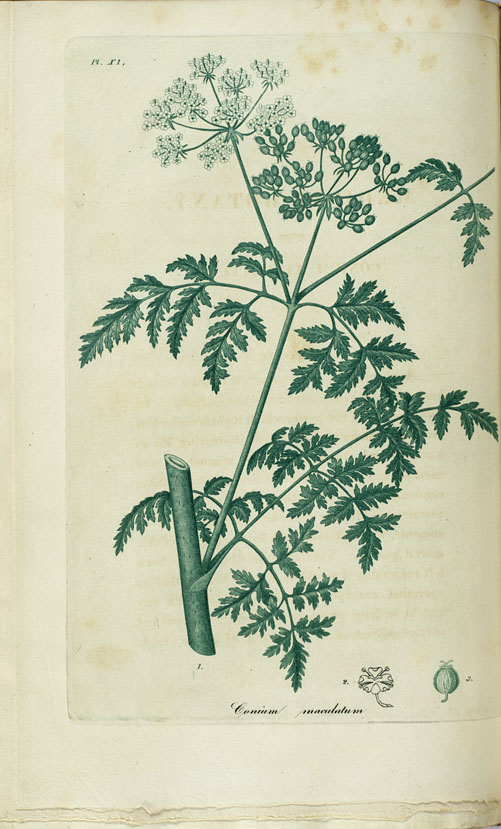
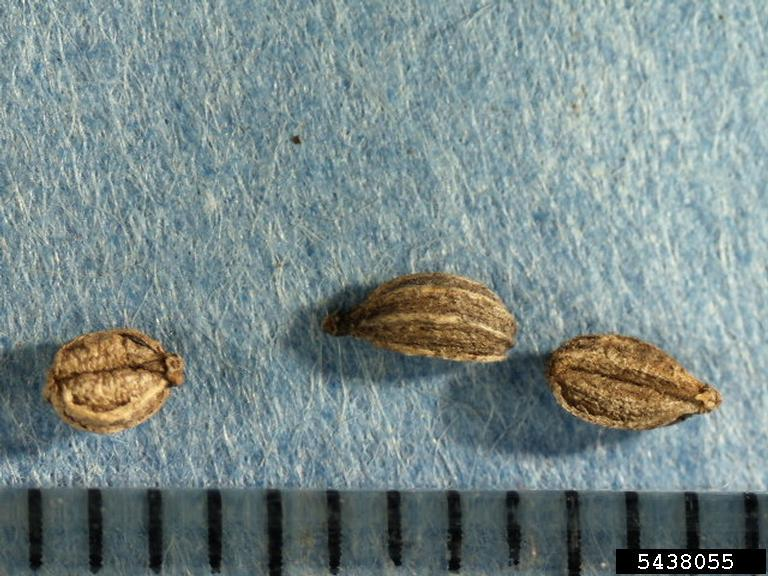
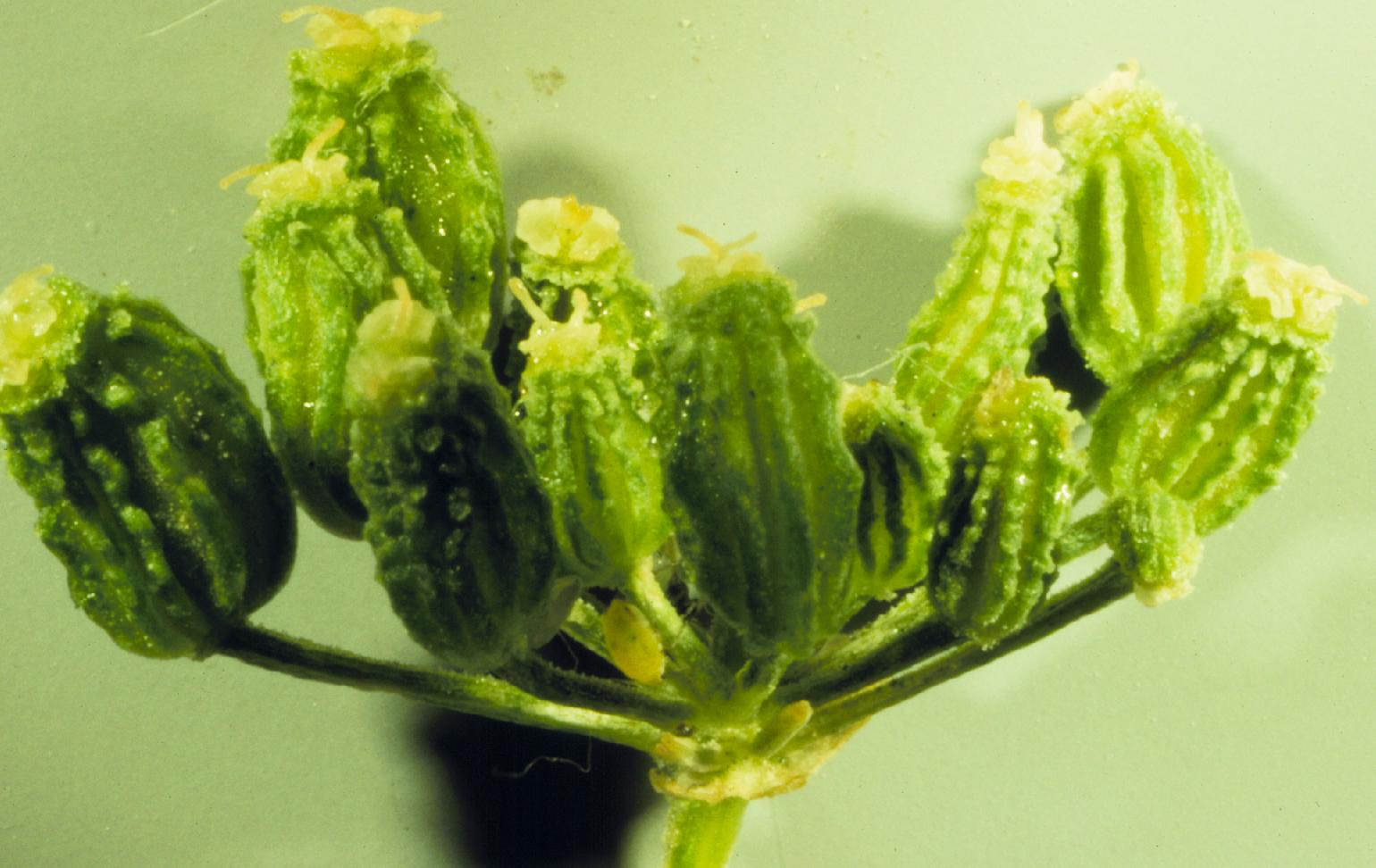